# GAZ–13 Csajka
A GAZ–13 Csajka (oroszul: ГАЗ–13 Чайка) a Gorkiji Autógyár (GAZ) 1959-től gyártott luxus kategóriájú személygépkocsija, melyet elsősorban a Szovjetunió és több más szocialista ország vezető párt- és állami tisztviselői, diplomáciai testületek vezetői és magas rangú katonai személyek használtak.

## Története
A hasonló feladatkörű, 1940–1960 között gyártott M–12 ZIM (más jelzéssel GAZ–12, vagy ZIM–12) leváltására fejlesztették ki. A gyár eredetileg a GAZ–12 továbbfejlesztésével kívánta kialakítani az új modellt, mely 1955-ben készült el ZIM–12V típusjelzéssel. Már akkor használták rá a Csajka elnevezést, és több, a későbbi modellen alkalmazott formajegy megjelent rajta (pl. hasonló hűtőmaszk, jellegzetes hátsó szárnyak), de összességében a GAZ–12 megjelenését idézte. A ZIM–12V-ből legalább két darabot készítettek. Ezt a fejlesztési vonalat végül feladták, mert a jármű és a formavilága az 1950-es évek második felére teljesen elavult.
A GAZ szakemberei egy teljesen új konstrukciójú jármű kialakítása mellett döntöttek. A jármű formatervezője Lev Jermejev volt. Formájára az amerikai Packard Patrician volt jelentős hatással. A márkanévre két elképzelés volt, a Sztrela (magyarul nyíl) és a Csajka (magyarul sirály), végül az utóbbi mellett döntöttek. Sorozatgyártása 1959-ben kezdődött el. 1963-ban a GAZ szakembereit megbízták a jármű korszerűsítésével. A tervek szerint a jármű dupla elülső fényszórókat és áttervezett hűtőrácsot kapott volna, de erre mégsem került sor, a típust végig az eredeti formatervek szerint gyártották. Habár 1977-ben elkezdődött az utódtípus, a GAZ–14 Csajka gyártása, a 13-ast még 1981-ig sorozatban gyártották.
Csajkát használtak a minisztériumok vezető tisztviselői, az állami bizottságok vezetői, a párt köztársasági vezetői, a Szovjetunió nagykövetségeinek vezető beosztású diplomatái, valamint számos szocialista ország moszkvai nagykövetsége. Még az Egyesült Államok nagykövetségének is volt egy Csajkája. Magánkézbe a szovjet időszak alatt nagyon kevés került. (A Szovjetunióban a legfelsőbb szintű állami és pártvezetés nem Csajkákat, hanem ZiL-limuzinokat használt.)
A két nagyjavításon átesett járműveket később kiselejtezték és más intézmények, pl. az Inturiszt, egyes házasságkötő paloták (ZAGSZ-ok) és más hivatalok kapták meg.

## Műszaki jellemzői
Mind a gépkocsi formaterve, mind a benne alkalmazott műszaki megoldások jelentős része szokatlan volt a szovjet járműiparban. A gépkocsiba egy 5,5 l-es, 195 LE-s, V8 hengerelrendezésű, felső szelepvezérlésű benzinmotort építettek. A keverékképzésről négytorkú porlasztó gondoskodott. A járművel teljes terhelés mellett 160 km/h végsebességet lehetett elérni. Fogyasztása 16–21 liter 100 km-en, az üzemanyagtartálya 80 l-es.
Számos, a szovjet személygépkocsiknál addig nem alkalmazott megoldást használtak, például automata sebességváltót, hidraulikus szervokormányt és vákuumos fékrásegítőt.  Az alváz X elrendezésű tartókból állt, oldalsó övei nem voltak. A járműszekrényt 16 darab gumipogácsán keresztül rögzítették az alvázkerethez. A felfüggesztésében teljesen hagyományos volt, elöl csavarrugós független kerékfelfüggesztést, hátul laprugókra helyezett hátsó hidat alkalmaztak.

## Típusváltozatok
- GAZ–13 – alapváltozat
- GAZ–13A – Speciális megrendelésre, elsősorban a védelmi minisztérium részére gyártott változat, mely az alapmodelltől abban tért el, hogy a vezető és az utastér között elválasztó fal volt.
- GAZ–13B – Nyitott utastérrel épített (kabrió) változat, melynek vászon tetőborítása elektro-hidraulikus berendezés segítségével a vezető helyéről volt mozgatható. Legfeljebb 20 db készült ebből a változatból.
- RAF–GAZ–13SZ – A Rigai Autóbuszgyárban (RAF) az alapmodellből mentőgépkocsivá átalakított változat, melyet emelt szintű egészségügyi felszereléssel láttak el. Ezeket a járműveket a pártfunkcionáriusok és családtagjaik ellátására használták. (A típusjelzésben az SZ betű a mentő funkcióra – szanyitarnij – utal.)

## Hasonló járművek
- Packard Patrician